# Scottish National Gallery of Modern Art

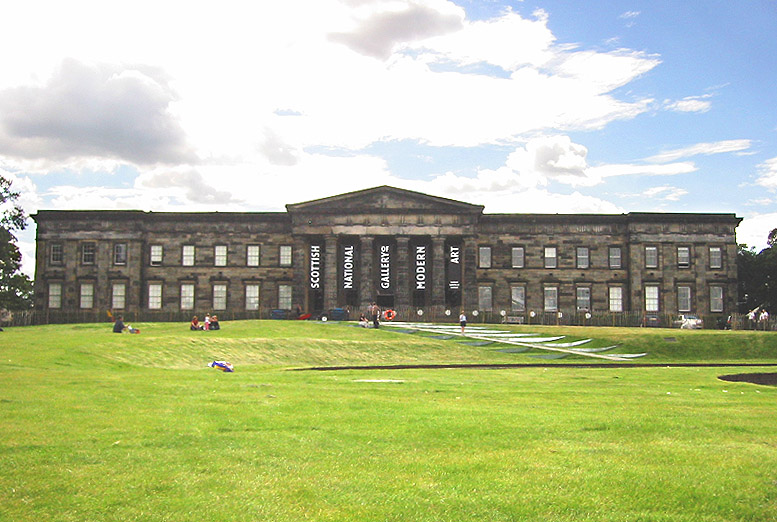
Die neoklassische Fassade der Scottish National Gallery of Modern Art

Die Scottish National Gallery of Modern Art ist ein Kunstmuseum in Edinburgh.

## Museum
Das Museum wurde 1960 im Inverleith House des Königlichen Royalen Gartens eröffnet. 1980 zog das Museum in das heutige neoklassizistische Gebäude um. Das Gebäude wurde 1825–1828 von William Burn für  das John Watson's Hospital errichtet. Im Vorfeld des Museumsgebäudes befindet sich ein Skulpturengarten mit Werken von Henry Moore, Rachel Whiteread, Tony Cragg und Barbara Hepworth. In die Rasenfläche vor dem Museum ist das Werk "Landform" von Charles Jencks integriert. Im Museum werden Werke von Pablo Picasso, Georges Braque, Piet Mondrian, Ben Nicholson, Henri Matisse, Andy Warhol, Roy Lichtenstein, The Scottish Colourists, Peter Howson, Levannah Harris, Francis Bacon, Lucian Freud, Boyle Family und Douglas Gordon ausgestellt. 2019 wurde die Scottish National Gallery of Modern Art von rund 508.000 Personen besucht. 2024 betrug die Besucherzahl etwa 329.000 Personen.

## Sammlung (Auswahl)

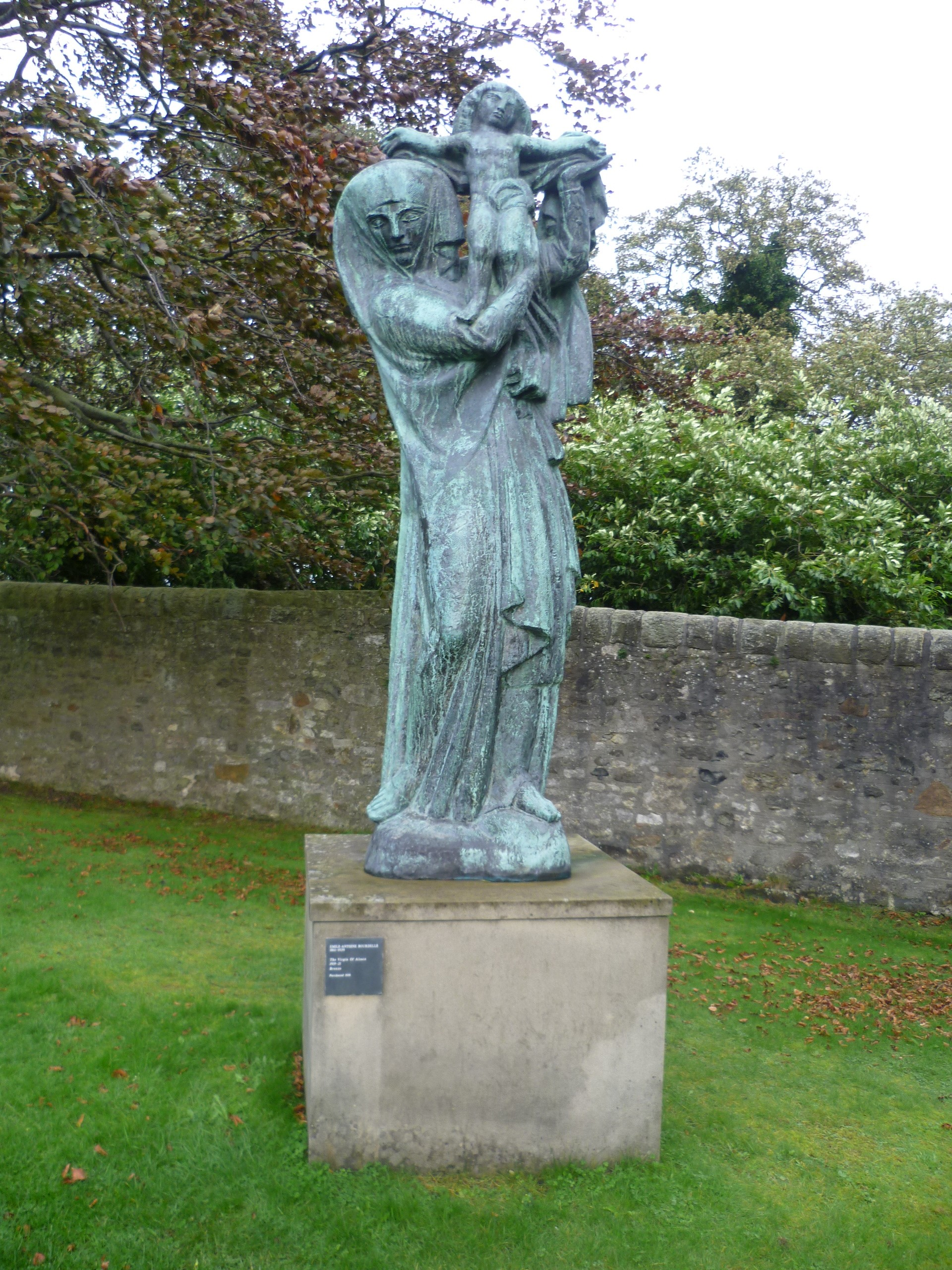
Antoine Bourdelle, Die Jungfrau von Alsace, 1919–21
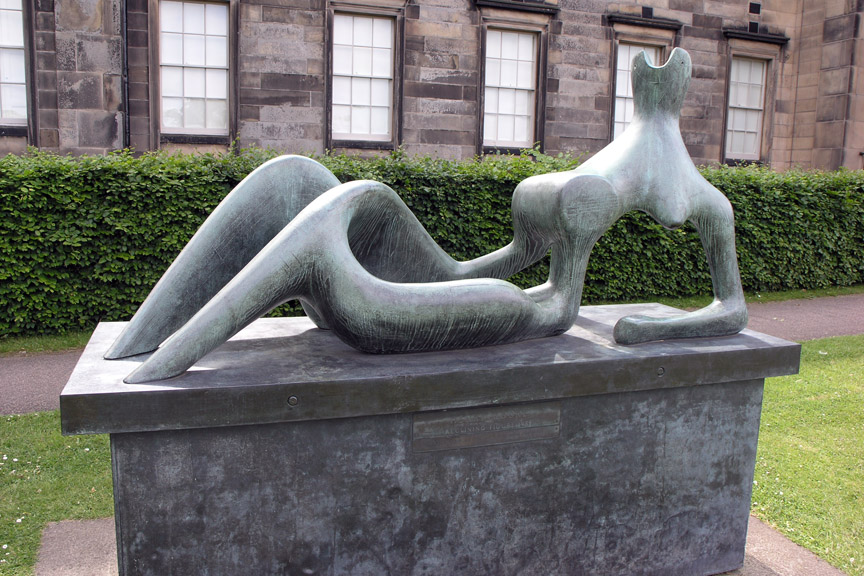
Henry Moore, Reclining Figur, 1951
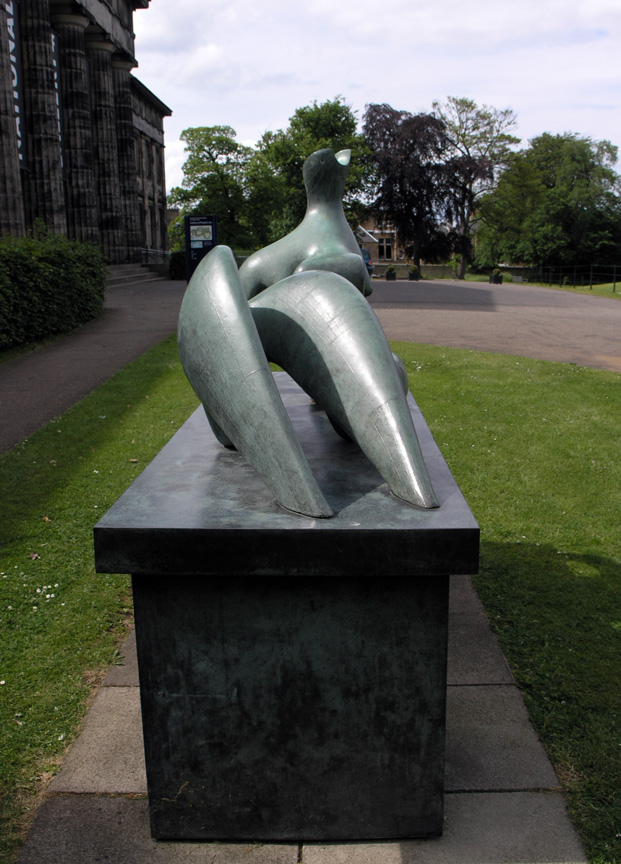
Henry Moore, Reclining Figur, 1951
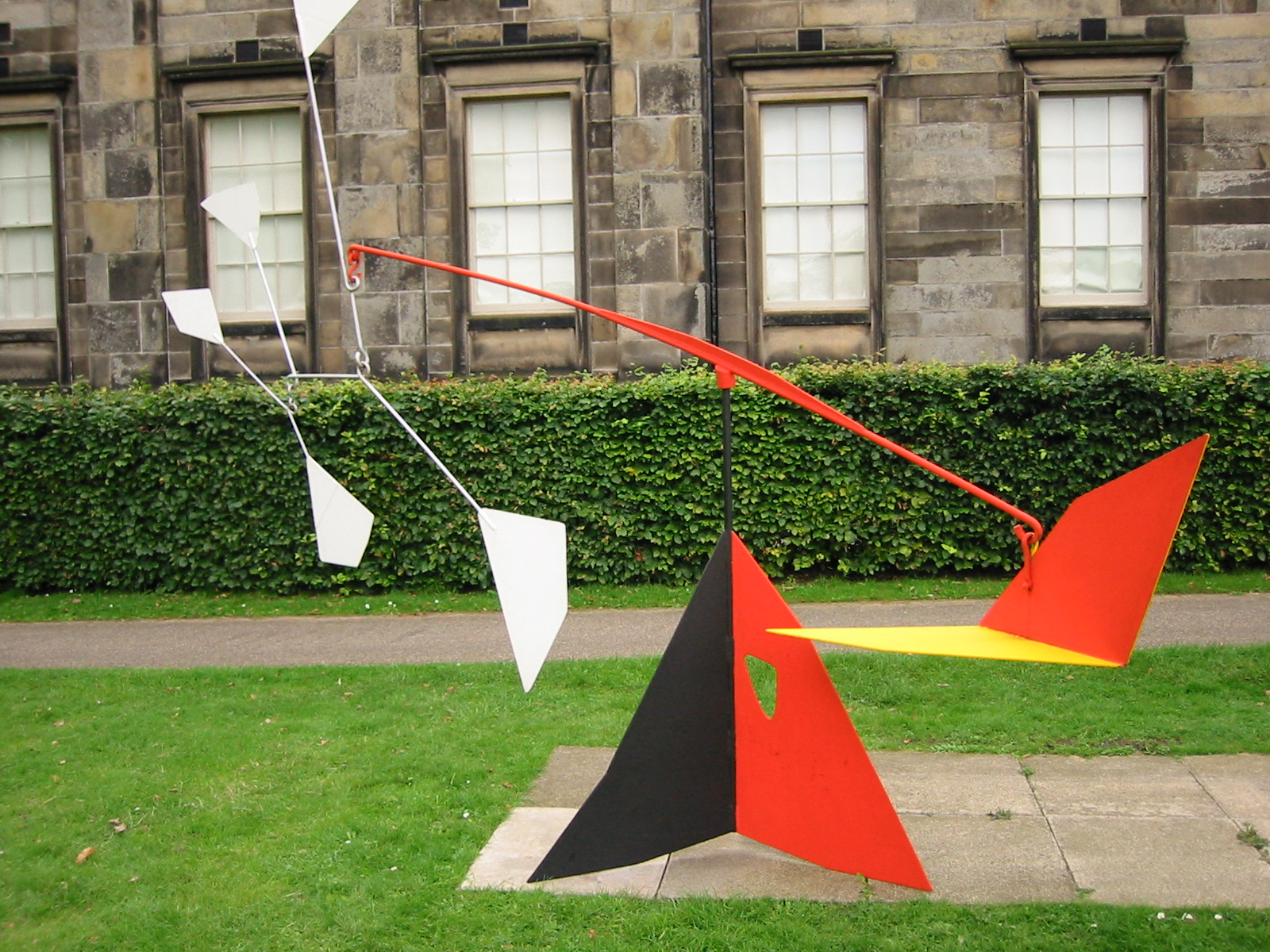
Alexander Calder's L'empennage, 1953
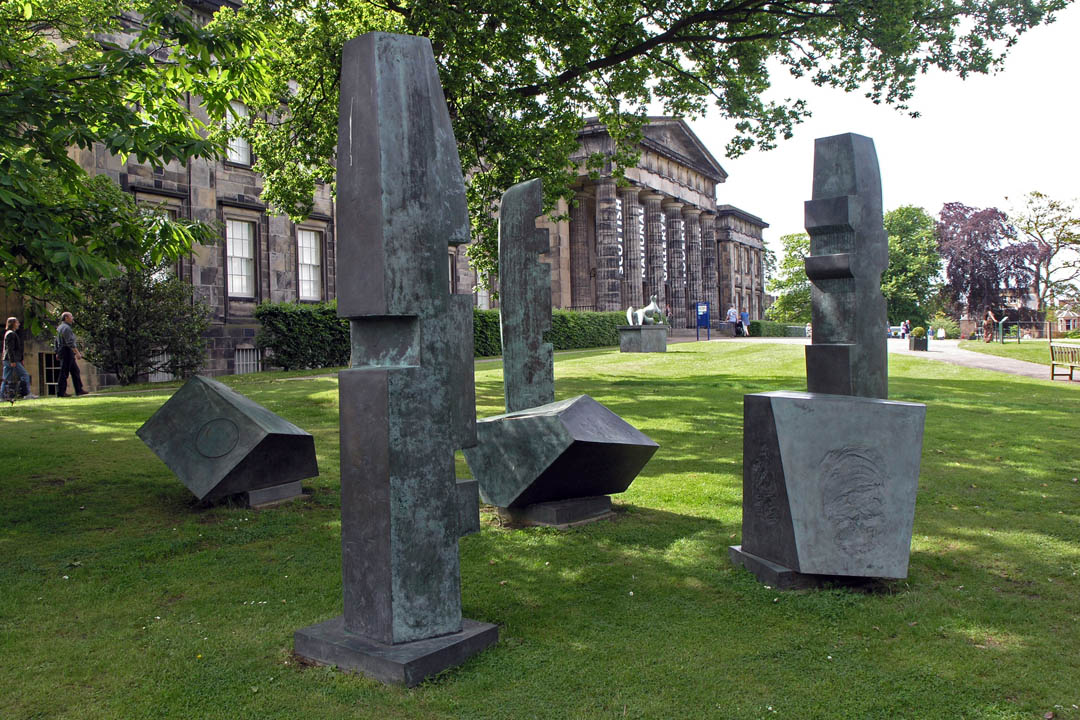
Barbara Hepworth, Konversation mit Magischen Steinen, 1973
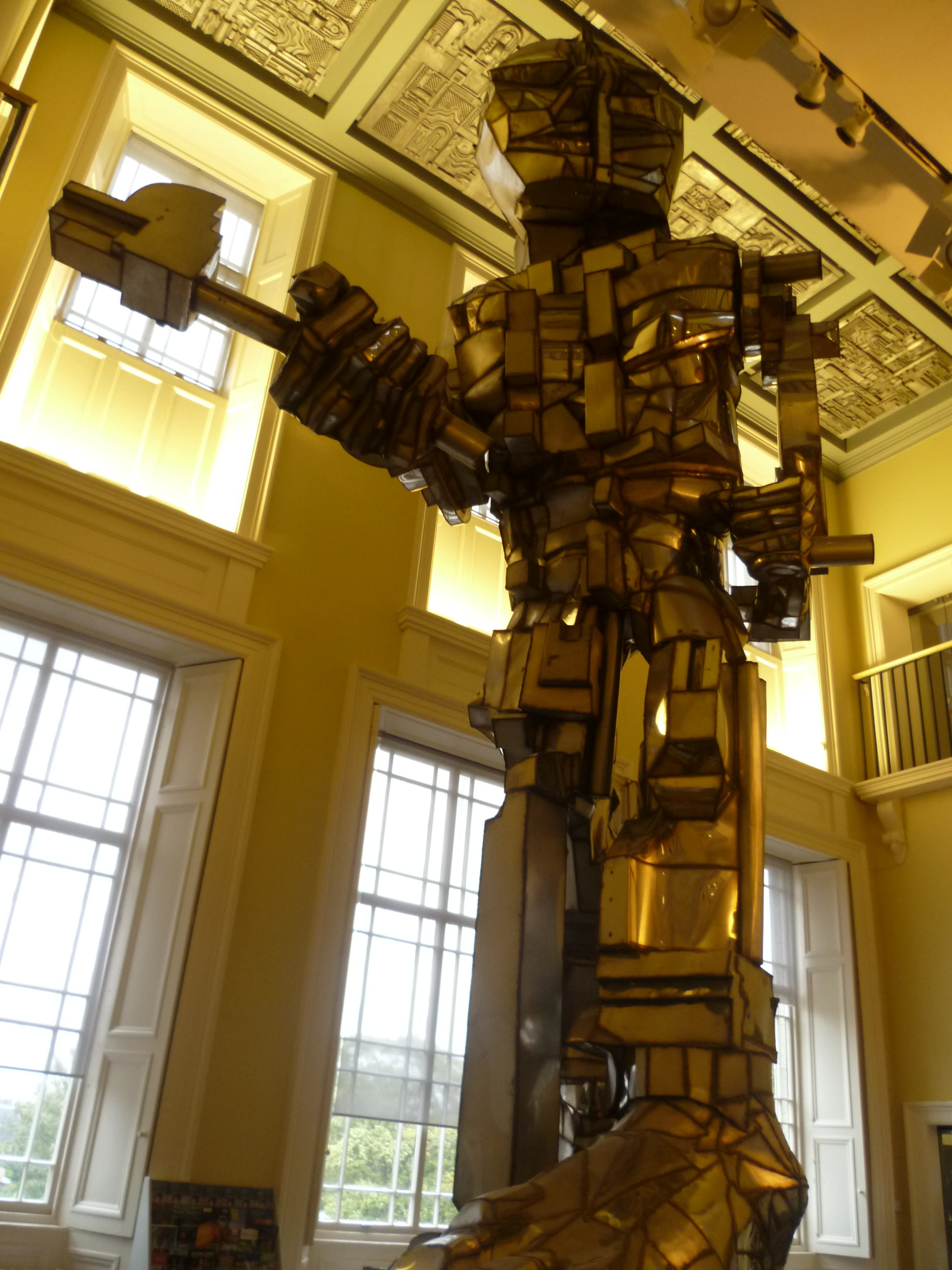
Eduardo Paolozzi, Vulkan, 1998–1999
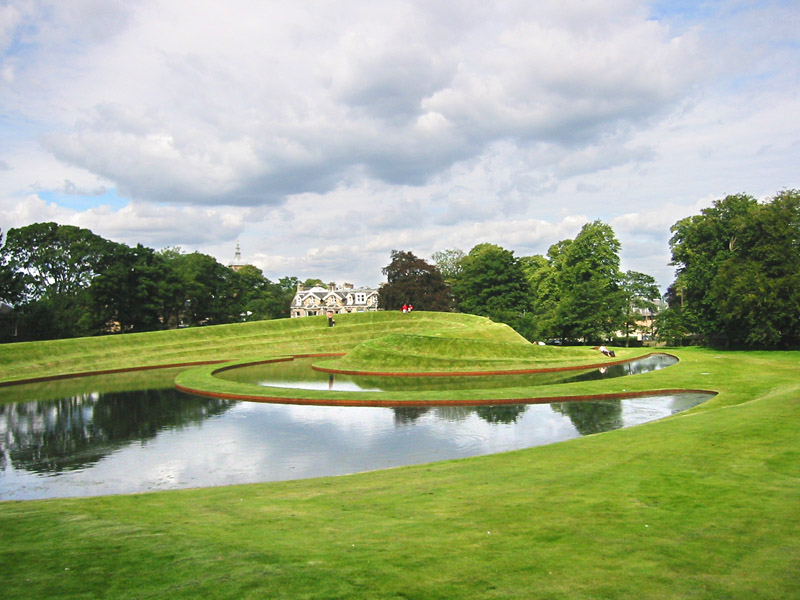
Charles Jencks' Landform, 2004
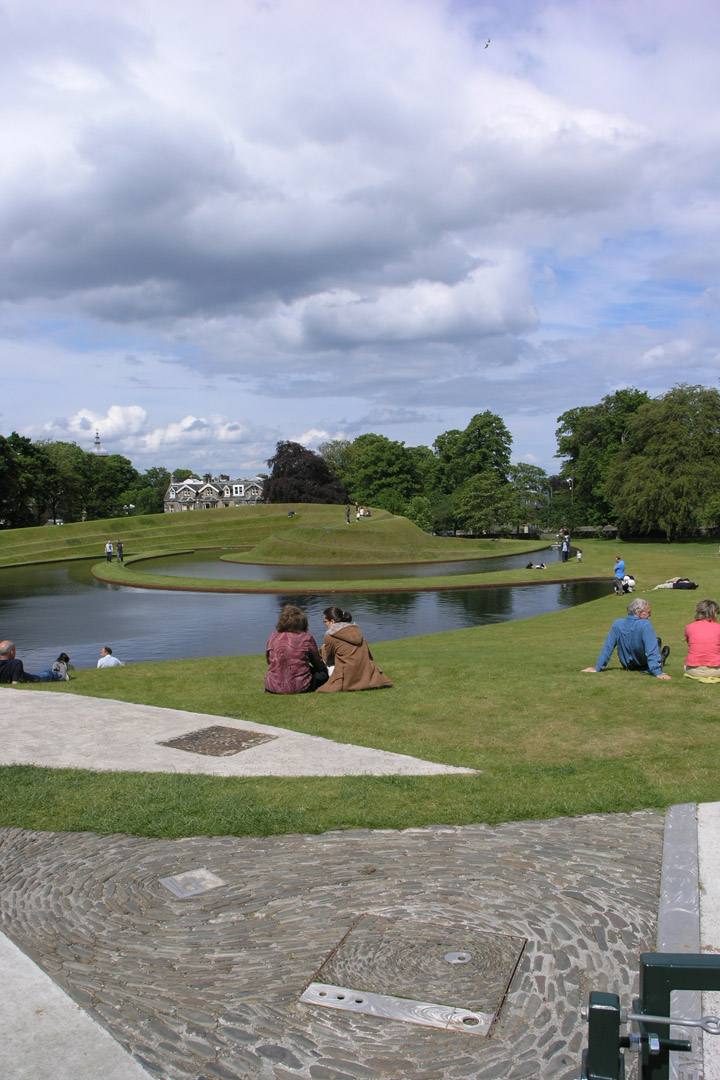
Landform, or Earthworks, or Ueda, gewann den Gulbenkian-Preis Mai 2004